# Miho Fukumoto
Miho Fukumoto (福元 美穂, Fukumoto Miho, Ibusuki, 2 oktober 1983) is een Japans voetbalster en doelverdedigster.

## Carrière
Zij speelde voor onder meer Okayama Yunogo Belle.
Zij nam met het Japans vrouwenvoetbalelftal deel aan de Wereldkampioenschappen in 2007 en daar stond zij in alle drie de wedstrijden van Japan opgesteld. Japan werd uitgeschakeld in de groepsfase. Fukumoto nam met het Japans elftal deel aan de Olympische Zomerspelen in 2008 en Japan kwam tot de halve finale. Daar stond zij in alle zes de wedstrijden van Japan opgesteld. Zij nam met het Japans elftal deel aan de Wereldkampioenschappen in 2011. Zij kwam tijdens dit toernooi niet in actie, maar Japan behaalde goud op de Spelen. Zij nam met het Japans elftal deel aan de Olympische Zomerspelen in 2012. Daar stond zij in vijf de wedstrijden van Japan, en Japan behaalde zilver op de Spelen. Zij nam met het Japans vrouwenvoetbalelftal deel aan de Wereldkampioenschappen in 2015, Japan behaalde Zilver op de Spelen.

## Statistieken
| Japans vrouwenvoetbalelftal | Japans vrouwenvoetbalelftal | Japans vrouwenvoetbalelftal |
| Jaar                        | Wed.                        | Dlp.                        |
| --------------------------- | --------------------------- | --------------------------- |
| 2002                        | 1                           | 0                           |
| 2003                        | 1                           | 0                           |
| 2004                        | 0                           | 0                           |
| 2005                        | 4                           | 0                           |
| 2006                        | 13                          | 0                           |
| 2007                        | 14                          | 0                           |
| 2008                        | 14                          | 0                           |
| 2009                        | 0                           | 0                           |
| 2010                        | 4                           | 0                           |
| 2011                        | 5                           | 0                           |
| 2012                        | 11                          | 0                           |
| 2013                        | 3                           | 0                           |
| 2014                        | 5                           | 0                           |
| 2015                        | 4                           | 0                           |
| 2016                        | 2                           | 0                           |
| Totaal                      | 81                          | 0                           |